# Frederick Windsor
Frederick Michael George David Louis Windsor (Londen,  6 april 1979) is lid van de Britse koninklijke familie. Hij is de zoon van prins Michael van Kent, een kleinzoon van koning George V, en diens echtgenote, prinses Michael van Kent.
Windsor kreeg les aan Ludgrove in Wokingham, Berkshire, en vervolgens aan Eton College, Magdalen College en Oxford University. Hij heeft stage gelopen bij een bank, waarna hij in de pers werd zwartgemaakt voor cocaïnegebruik. Hij heeft modellenwerk gedaan voor Burberry.
Windsor werkt als analist bij de investeringsbank JPMorgan in Londen.
Op 12 september 2009 trouwde Windsor met actrice Sophie Winkleman. Hij had hiervoor toestemming gekregen van koningin Elizabeth II, zoals vereist is krachtens de Royal Marriages Act (1772).
Windsor en Winkleman hebben twee kinderen:
- Maud Elizabeth Daphne Marina (15 augustus 2013)
- Isabella Alexandra May (16 januari 2016)